# Nuria Benzal
Nuria Benzal Andaloussi, née le 3 avril 1985 à Estepona, est une handballeuse espagnole.

## Carrière
Elle est finaliste du Championnat d'Europe féminin de handball 2008 avec l'équipe d'Espagne féminine de handball.